# スルファミン酸ニッケル(II)
スルファミン酸ニッケル(II) (英：Nickel bis(sulfamate))は、ニッケルのスルファミン酸塩である。

## 合成
ニッケル粉末または炭酸ニッケル(II)をスルファミン酸と酸性条件下で反応させると生成する。
{\displaystyle {\ce {NiCO3 + 2H3NSO3 -> Ni(SO3NH2)2 + CO2 + H2O}}}

## 性質
粉末は緑色の固体で、水に溶けやすい。日本国内では四水和物の粉末のほか、水溶液の形で流通する。

## 用途
電解ニッケルめっき（スルファミン浴）の電解液の主成分として、少量のホウ酸等と共に用いられる。